# Alexis Puig
Alexis Puig (Berazategui, 11 de junio de 1973) es un periodista y cineasta argentino. Es columnista del noticiero Telenueve.

## Carrera
Después de terminar el bachillerato en Letras, estudió en la Escuela de Periodismo de la Universidad Nacional de La Plata (UNLP); crítica de cine y espectáculos en APTRA y dirección de cine en el CIEVYC.
Se inició en la profesión hasta llegar a los medios nacionales, donde un par de programas en los que trabajó cosecharon sendos Premio Martín Fierro colectivo con el noticiero de América TV, América Noticias, donde es columnista de espectáculos y en El Acomodador, donde hacía producción.

## Gráfica
Se inició en el semanario La Palabra, de Berazategui, en 1992.
Escribió sobre cine en el Suplemento Joven del diario El Sol, de Quilmes.
Estuvo a cargo de la realización de los videos semanales coleccionables del diario El Expreso, propiedad de Gerardo Sofovich.
Escribe artículos en la edición argentina de la revista para hombres Maxim.

## Radio
- Se inició en FM Libertad, de Berazategui, con un programa coconducido con Alberto Moya.
- Hizo crítica de cine en Radio Municipal, de Bs. As.
- Fue columnista de cine y video en el programa Venimos por Más, por Radio Del Plata.
- Acompañó desde su columna de cine a Rolando Graña, por FM Milenium (FM 106.7), en el prime time de 6 a 9, desde el 12 de abril de 2007, con Sin alarma (junto a Julio Villalonga; Alejandro Pont Lezica y otros).[3]
- Actualmente (2020) es conductor del programa "Cultura Pop", por Pop Radio 101.5.
- Los jueves tiene participación en el programa de radio "Re Tarde" en Pop Radio 101.5 con José María Listorti de 18 a 20, en donde hace la columna de cine.

## Televisión
Fue cronista y productor periodístico del programa Contacto Visual, emitido por ATC y Canal 9 Libertad (1994/1996).
La misma tarea desempeñó en el magacín de espectáculos En Foco, emitido por el desaparecido ATC Cable.
Fue productor ejecutivo de La Antología de los Beatles, por Canal 9.
Fue productor periodístico del programa en vivo de cine nacional El Acomodador, conducido por Eduardo de la Puente, en la señal de cable Volver, del grupo Artear, hacia 1997.
Estuvo como realizador del ciclo La Coladera dedicado a rescatar los tráileres de viejas películas argentinas, en Canal Volver (1998).
Fue elegido corresponsal en Argentina de la cadena de espectáculos más importante del mundo, E! Entertainment Televisión (1998/1999).
Tuvo participación diaria en los noticieros de América TV y en la señal de noticias América 24 entre 2006 y 2016, en América Noticias.
A fines de abril de 2018, se reinstaló a El Nueve para producir como columnista de espectáculos dentro del noticiero de Telenueve.

## Filmografía
Realizador de cine, ha contado con la colaboración, entre otros, de China Zorrilla; Nicolás Pauls y Leonardo Sbaraglia.
Director y guionista cinematográfico. Curso sus estudios como realizador cinematográfico en el Centro de Investigación y Experimentación de Cine y Video (C.I.E.V.Y.C.), y es Máster de Cine Documental en la Universidad de Barcelona, España. Dirigió varios filmes:
- El cortometraje El señor D, acerca de un vampiro famélico interpretado por Jean Pierre Noher.
- Un cortometraje en video, Requiem, en cuyo elenco se encontraban Jean Pierre Reguerra, Floria Bloise, Cristina Banegas y Paulino Andrada.
- Su corto Tumbas Abiertas, fue protagonizado por Nicolás Abeles.
- El primer largometraje propio al que se avocó fue el western Jinetes en el cielo.

Para cine hizo:
- Vendado y frío (1999)

Director y guionista de este largometraje de aventuras y terror. Protagonizado por Nicolás Scarpino, Nicolás Abeles, Mausi Martínez y Leonardo Sbaraglia.
- No muertos (2000)

Director y guionista del mlargometraje de terror. Protagonizado por Martín Karpan, Maxi Ghione, Luciana González Costa y Alejandro Gance.
- Enamorada de la muerte (2005)

Director y guionista del largometraje de terror. Protagonizado por Martín Coria, Lilly Vicet, Laura Cuffini, Michel Noher y Adrián Rey.
- Actuó como él mismo en El crítico (2014).

### Telefilms
- 30/30 (2001)

Director y guionista de este western patagónico, ganador del primer premio del concurso de telefilmes organizado por el I.N.C.A.A y Canal 7. Protagonizado por Jean Pierre Noher, Cecilia Milone, Tomás Fonzi y Alejo Ortiz.
- Viacrucis (2002)

Director del especial para televisión producido por la cadena estadounidense EWTN.
- El Barril de Amontillado (2003)

Director y guionista de este telefilme de terror basado en un cuento de Edgar Allan Poe. Protagonizado por Jorge Schubert, Nicolás Scarpino, Jean Pierre Noher, Gaia Rosviar.
- Historias de Terror (2004)

Director artístico y guionista del ciclo coproducido por el INCAA y Canal 7 de Argentina.
- Santo Rosario (2004)

Director de la serie de cuatro capítulos producida por la cadena estadounidense EWTN.

### Documentales
El retrato de Felicitas (2000). Director y guionista de este mediometraje docudrama histórico / fantástico, seleccionado para numerosos festivales. Con Jean Piere Noher, Pancho Ibáñez y Jorge Dorio.
Sin cuartel (2003)
Director de este documental rodado en Barcelona, producido por Escándalo Films (España) y selección oficial del Festival Internacional de Cine Social de Barcelona.

### Backstage
Realizó los backstages de
- Martín (Hache), film de Adolfo Aristarain con coproducción española, y de
- Master Class, la obra teatral que protagonizara Norma Aleandro.

### Prensa
Trabajó en el Departamento de Prensa de los siguientes films:
- Besos en la frente
- Eva Perón
- SOS Gulubú
- De mi barrio con amor
- Hundan al «Belgrano»

## Libros
- El gran libro de vampiro (de la A a la Z, el mundo de los vampiros), 160 págs. Buenos Aires: Imaginador, 1997 (reeditado en 1998); ISBN 950-768-182-5. Es un compendio alfabético relacionado con el vampirismo. Así escribe:

"El gran libro de vampiro pretende ser un diccionario en el que todos aquellos interesados en este género encuentren actores, directores, escritores, libros y películas relacionados con el tema; para que a 100 años del nacimiento del vampiro más famoso, el conde Drácula, siga gozando de buena salud y vida eterna".

- El ABC de los monstruos en el cine. Editorial Del Nuevo Extremo, octubre de 2018. ISBN 9789876097420

## Premios
- Premio Martín Fierro (2009) compartido en el noticiero de América Noticias por América TV.
- Premio Martín Fierro (2018)

Mejor programa en el rubro cultural/educativo (CINETEC)